# Discovery Channel
Discovery Channel – edukacyjny kanał telewizyjny, założony w 1985 przez Johna Hendricksa w Stanach Zjednoczonych.

## Odbiór
Od 1989 roku dociera do 149 mln abonentów w 145 krajach na świecie (w tym 17 europejskich). Nadawany w Polsce od 1996 roku, początkowo na platformie satelitarnej Multichoice Kaleidoscope, następnie Wizja TV, a obecnie na platformach: Platforma Canal+, Cyfrowy Polsat, a także w wielu sieciach telewizji kablowej. Emituje przez 24 godziny dziennie filmy i programy popularnonaukowe, historyczne i przyrodnicze.

## Wersja HDTV
14 grudnia 2012 roku na satelicie Thor 6 (0,8°W) pojawiły się polskie wersje kanałów Discovery Channel HD i TLC HD.
17 stycznia 2013 nadawca kanału oficjalnie poinformował o wprowadzeniu kanału Discovery Channel HD (będącym wersją HD kanału Discovery Channel) i zastąpieniu nim dotychczas nadawanego kanału Discovery HD Showcase. Sygnał prowadzony z nowego dosyłu, był kolejno zastępowany u poszczególnych operatorów. Przykładowo w pierwszej kolejności 17 stycznia 2013 podmiana nastąpiła w sieci kablowej UPC Polska, 19 stycznia 2013 na wszystkich polskich platformach cyfrowych, a 31 stycznia 2013 w sieci kablowej Multimedia Polska.

## Programy Discovery
| Polski tytuł                        | Oryginalny tytuł                                                  | Data premiery | Data zakończenia | Liczba odcinków | Liczba serii |
| ----------------------------------- | ----------------------------------------------------------------- | ------------- | ---------------- | --------------- | ------------ |
| Amerykański chopper                 | American Chopper: The Series                                      | 2003          | 2012             | 167             | 11           |
| Amerykański chopper                 | American Chopper: The Series                                      | 2018          |                  | 167             | 11           |
| Bear Grylls w miejskiej dżungli     | Worst Case Scenario                                               | 2010          |                  | 12              | 1            |
| W dziczy z Bearem Gryllsem          |                                                                   |               |                  |                 |              |
| Broń przyszłości                    | Future Weapons                                                    |               |                  |                 |              |
| Brudna robota                       | Dirty Jobs                                                        | 2003          | 2012             | 165             | 7            |
| Brytyjscy Truckersi                 |                                                                   | 2016          |                  |                 | 1            |
| Dogonić tornado                     |                                                                   |               |                  |                 |              |
| Doktor G - lekarz sądowy            | Dr. G: Medical Examiner                                           | 2004          |                  | 78              | 6            |
| Gadżety przyszłości                 |                                                                   |               |                  |                 |              |
| Fani czterech kółek                 | Wheeler Dealers                                                   | 2003          |                  |                 | 11           |
| Górnicy PL                          |                                                                   | 2018          | 2018             | 7               | 1            |
| Jak to jest zrobione?               | How It's Made                                                     | 2001          |                  | 300             | 24           |
| LA Ink                              |                                                                   | 2007          | 2011             | 84              | 4            |
| Miami Ink – studio tatuażu          | Miami Ink                                                         | 2008          |                  | 87              | 4            |
| Moja szokująca historia             | My Shocking Story                                                 | 2008          |                  | 28              | 3            |
| Morze złota                         | Bering Sea Gold                                                   | 2012          |                  | 15              | 2            |
| Na miejscu zbrodni                  |                                                                   |               |                  |                 |              |
| Najniebezpieczniejszy zawód świata  | Deadliest Catch                                                   | 2005          | 2015             | 169             | 11           |
| Połów dla zuchwałych                |                                                                   |               |                  |                 |              |
| Niewyjaśnione historie              | Unsolved History                                                  | 2002          |                  | 51              |              |
| Piąty bieg                          | Fifth Gear                                                        | 2002          |                  | 155             | 16           |
| Podróż do piekła                    |                                                                   |               |                  |                 |              |
| Pogromcy mitów                      | MythBusters                                                       | 2003          |                  | 180             | 10           |
| poTURBOwani                         |                                                                   |               |                  |                 |              |
| Sekundy Grozy                       |                                                                   |               |                  |                 |              |
| Smash Lab                           | Smash Lab                                                         |               |                  | 20              | 2            |
| Strefa śmierci                      |                                                                   |               |                  |                 |              |
| Szkoła przetrwania                  | Man vs. Wild lub Ultimate Survival lub Born Survivor: Bear Grylls | 2006          | 2011             | 72              | 8            |
| W klatce czasu                      | Time Warp                                                         | 2009          |                  |                 | 1            |
| W poszukiwaniu ropy                 |                                                                   |               |                  |                 |              |
| Wielkie rzeczy niezwykłe wynalazki  |                                                                   |               |                  |                 |              |
| Z akt FBI                           | FBI Files                                                         | 1998          | 2006             | 120             | 7            |
| Zwykłe rzeczy – niezwykłe wynalazki |                                                                   |               |                  |                 |              |
| Sci-Trek                            |                                                                   |               |                  |                 |              |
| Anatomia magii                      |                                                                   |               |                  |                 |              |
| Dynamo - więcej niż magia           |                                                                   | 2011          | 2014             | 16              | 4            |
| Więcej niż magia                    |                                                                   |               |                  |                 |              |
| Poławiacze diamentów                |                                                                   |               |                  |                 |              |
| Morze złota pod lodem               |                                                                   |               |                  |                 |              |
| Dżungla złota                       | Jungle Gold                                                       | 2012          | 2013             | 14              | 2            |
| Gorączka złota                      | Gold Rush Alaska                                                  | 2010          |                  | 92              | 6            |
| Gorączka złota: rzeka skarbów       | Gold Rush: White Water                                            | 2018          |                  | 19              | 2            |
| Przeklęte złoto                     |                                                                   |               |                  |                 |              |
| Aukcja w ciemno                     |                                                                   |               |                  |                 |              |
| Łowcy okazji                        |                                                                   |               |                  |                 |              |
| Kto da więcej?                      |                                                                   |               |                  |                 |              |
| Wojna o kontener                    |                                                                   |               |                  |                 |              |
| Wojny magazynowe: Kanada            | Storage Wars: Canada                                              | 2010          |                  | 137             | 6            |
| Walka o bagaż                       |                                                                   |               |                  | 5               |              |
| Wystrzałowy biznes                  |                                                                   |               |                  |                 |              |
| Broń na sprzedaż                    |                                                                   |               |                  |                 |              |
| Kodeks gangstera                    |                                                                   |               |                  |                 |              |
| Mafia amiszów                       |                                                                   |               |                  |                 |              |
| Przetrwać w Jukonie                 | Yukon Men                                                         | 2012          |                  |                 |              |
| Grenlandia - wyspa skarbów          |                                                                   |               |                  |                 | 3            |
| Alaska 40%                          |                                                                   | 2016          | 2016             |                 | 1            |
| Dom na Alasce                       |                                                                   |               |                  |                 |              |
| Klan z Alaski                       |                                                                   |               |                  |                 |              |
| Przystanek Alaska                   |                                                                   |               |                  |                 |              |
| Stacja Alaska                       |                                                                   | 2012          |                  |                 |              |
| Syberyjska ruletka                  |                                                                   |               |                  |                 | 1            |
| Złomowisko PL                       | Złomowisko PL                                                     | 2015          | 2021             | 141             | 12           |
| Kolejarze                           | Kolejarze                                                         | 28-08-2019    |                  | 4               | 1            |
| Polscy Truckersi                    | Polscy Truckersi                                                  | 2015          | 2016             | 8+              | 2            |
| Operacja LOT                        | Operacja LOT                                                      | 2016          | 2016             |                 | 2            |
| Auto-reaktywacja                    | Fast n' Loud                                                      | 2012          | 2016             | 86+             | 8            |
| Niechciani w Gas Monkey             | Mistif Garage                                                     | 2014          | 2016             | 32              | 4            |
| Zoltan - król wilków                |                                                                   | 2015          | 2015             |                 | 1            |
| Bimbrownicy                         |                                                                   |               |                  |                 |              |
| Tickl - bimbrownik z wyboru         |                                                                   |               |                  |                 | 1            |
| Superpociągi                        |                                                                   | 2016          |                  |                 | 1            |
| Fail Army - parada wypadków         |                                                                   |               |                  | 30+             |              |
| Nagi instynkt przetrwania           | Naked and Afraid                                                  | 2013          | 2016             | 58              | 5            |
| Nagi instynkt przetrwania: Elita    | Naked and Afraid XL                                               | 2015          | 2016             | 18              | 2            |

## Oglądalność Discovery Polska
Wszyscy 4+:
|      | styczeń | luty   | marzec | kwiecień | maj    | czerwiec | lipiec | sierpień | wrzesień | październik | listopad | grudzień | cały rok |
| ---- | ------- | ------ | ------ | -------- | ------ | -------- | ------ | -------- | -------- | ----------- | -------- | -------- | -------- |
| 2020 | 0,494%  |        | 0,455% | 0,453%   | 0,441% | 0,489%   | 0,472% | 0,427%   |          |             |          |          |          |
| 2019 | 0,497%  | 0,661% | 0,565% | 0,504%   | 0,451% | 0,443%   | 0,400% |          | 0,466%   |             |          | 0,448%   | 0,494%   |
| 2018 | 0,56%   | 0,52%  | 0,63%  | 0,56%    | 0,58%  | 0,493%   | 0,476% | 0,534%   | 0,508%   | 0,606%      | 0,606%   | 0,630%   | 0,562%   |
| 2017 | 0,51%   | 0,62%  | 0,66%  | 0,55%    | 0,55%  | 0,49%    | 0,46%  | 0,46%    | 0,53%    | 0,57%       | 0,62%    | 0,61%    | 0,56%    |
| 2016 | 0,53%   | 0,58%  | 0,60%  | 0,59%    | 0,61%  | 0,495%   | 0,54%  | 0,54%    | 0,51%    | 0,54%       | 0,61%    | 0,45%    | 0,55%    |
| 2015 | 0,63%   | 0,54%  | 0,53%  | 0,55%    | 0,50%  | 0,51%    | 0,58%  | 0,53%    | 0,55%    |             | 0,56%    |          | 0,54%    |
| 2014 | 0,75%   | 0,84%  | 0,79%  | 0,75%    |        |          |        |          |          | 0,64%       |          |          | 0,70%    |
| 2013 | 0,655%  |        | 0,695% | 0,677%   | 0,669% | 0,715%   | 0,733% | 0,706%   | 0,673%   | 0,69%       | 0,79%    |          | 0,71%    |
| 2012 | 0,635%  |        |        | 0,625%   | 0,611% | 0,560%   |        |          |          |             |          | 0,569%   | 0,591%   |
| 2011 | 0,655%  | 0,681% | 0,631% | 0,569%   | 0,621% | 0,684%   | 0,727% | 0,742%   | 0,711%   | 0,712%      | 0,684%   |          | 0,669%   |
| 2010 | 0,74%   | 0,767% | 0,780% | 0,685%   | 0,578% | 0,619%   | 0,710% | 0,630%   | 0,568%   | 0,605%      | 0,670%   | 0,672%   | 0,678%   |
| 2009 | 0,65%   | 0,66%  | 0,66%  | 0,65%    | 0,67%  | 0,64%    | 0,81%  |          |          | 0,56%       |          |          | 0,65%    |
| 2008 | 0,52%   | 0,59%  | 0,54%  | 0,53%    | 0,52%  | 0,44%    | 0,60%  | 0,75%    | 0,82%    | 0,58%       | 0,60%    | 0,55%    | 0,59%    |
| 2007 | 0,40%   | 0,42%  | 0,48%  | 0,56%    | 0,48%  | 0,57%    | 0,59%  | 0,47%    | 0,39%    | 0,38%       | 0,60%    |          | 0,48%    |

## Zagraniczne kanały Discovery w polskiej wersji językowej
Wszystkie kanały są z lektorem (w tym blok programowy Discovery Kids). Dostępne są w wybranych sieciach kablowych i satelitarnych platformach cyfrowych:
- Discovery – ogólny popularnonaukowy
- Discovery HD – ogólny popularnonaukowy (wersja w rozdzielczości HDTV)
- Animal Planet HD – dokumentalny, poświęcony zwierzętom (wersja w rozdzielczości HDTV)
- TLC – poświęcony stylowi życia (dawniej poświęcony podróżom i stylowi życia Discovery Travel and Living, i Discovery Travel & Adventure)
- TLC HD – poświęcony stylowi życia (wersja w rozdzielczości HDTV)
- Discovery Science – naukowo-techniczny (dawniej Discovery Sci-Trek)
- Discovery Science HD – naukowo-techniczny (wersja w rozdzielczości HDTV)
- Investigation Discovery – kryminalno-sądowy
- Investigation Discovery HD – kryminalno-sądowy (wersja w rozdzielczości HDTV)
- Discovery Historia – historyczny
- Discovery Historia HD – historyczny (wersja w rozdzielczości HDTV)
- DTX – motoryzacyjny
- DTX HD – motoryzacyjny (wersja w rozdzielczości HDTV)
- Discovery Life HD – poświęcony zdrowiu (wersja w rozdzielczości HDTV)

## Tropami Tajemnic Discovery Channel
W 2003 wydawnictwo Media Service Zawada opublikowało serię 12 numerów czasopisma popularnonaukowego Tropami Tajemnic Discovery Channel; każdy numer składał się z broszury i płyty CD/DVD z filmami produkcji Discovery Channel. Ukazały się numery: Dzikie Koty, Burze, Rzym, Mars, Słonie, Wulkany, Nefretete (Egipt), Słońce, Krokodyle, Oceany, Wikingowie i Księżyc.